# Campionati del mondo di atletica leggera indoor 1995 - Salto triplo femminile
La gara di salto triplo femminile si è tenuta il 10 e l'11 marzo 1995 presso lo stadio Palau Sant Jordi di Barcellona.

## Risultati
Le atlete che superano la misura di 13,60 m (Q) o si trovano nelle prime 12 posizioni in classifica (q) vanno in finale.

### Qualificazioni
Venerdì 10 marzo 1995, ore 9:00.

#### Gruppo Unico
| Pos, | Nome                    | Nazionalità | 1ª prova | 2ª prova | 3ª prova | Misura  | Note |
| ---- | ----------------------- | ----------- | -------- | -------- | -------- | ------- | ---- |
| 1    | Ruiping Ren             | Cina        | 14,17 m  |          |          | 14,17 m | Q,   |
| 2    | Šárka Kašpárková        | Rep. Ceca   | 14,02 m  |          |          | 14,02 m | Q    |
| 3    | Iva Prandzheva          | Bulgaria    | 13,99 m  |          |          | 13,99 m | Q    |
| 4    | Rodica Petrescu         | Romania     | 13,88 m  |          |          | 13,88 m | Q    |
| 5    | Concepción Paredes      | Spagna      | 13,82 m  |          |          | 13,82 m | Q    |
| 6    | Niurka Montalvo         | Cuba        | 13,37 m  | 13,27 m  | 13,77 m  | 13,77 m | Q    |
| 7    | Mariya Sokova           | Russia      | 13,74 m  |          |          | 13,74 m | Q    |
| 8    | Yolanda Chen            | Russia      | 13,73 m  |          |          | 13,73 m | Q    |
| 9    | Yelena Govorova         | Ucraina     | 13,39 m  | 13,71 m  |          | 13,71 m | Q    |
| 10   | Virge Naeris            | Estonia     | x        | 13,39 m  | 13,64 m  | 13,64 m | Q    |
| 11   | Sheila Hudson-Strudwick | Stati Uniti | 13,04 m  | 13,47 m  | 13,59 m  | 13,59 m | q    |
| 12   | Barbara Lah             | Italia      | 13,59 m  | x        | 13,21 m  | 13,59 m | q,   |
| 13   | Cynthea Rhodes          | Stati Uniti | 13,49 m  | x        | 13,52 m  | 13,52 m | q    |
| 14   | Yelena Khlusovich       | Ucraina     | 13,37 m  | 13,00 m  | 13,29 m  | 13,37 m |      |
| 15   | Valérie Guiyoule        | Francia     | 13,21 m  | 12,97 m  | 13,15 m  | 13,21 m |      |
| 16   | Anja Valant             | Slovenia    | x        | 13,05 m  | 13,20 m  | 13,20 m |      |
| 17   | Caroline Honoré         | Francia     | 13,14 m  | 13,18 m  | x        | 13,18 m |      |
| 18   | Claudia Vetsch          | Svizzera    | 13,10 m  | 13,15 m  | 13,11 m  | 13,15 m |      |
| 19   | Angela Barylla          | Germania    | 13,11 m  | 13,00 m  | x        | 13,11 m |      |
| 20   | Stephanie Betga         | Camerun     | x        | 12,28 m  | x        | 12,28 m |      |
| -    | Tanja Borrmann          | Germania    | x        | x        | x        | nm      |      |

### Finale
| Record mondiale       | Inna Lasovskaya | 14,90 m | Liévin  | 13 febbraio 1994 |
| Record dei Campionati | Inessa Kravets  | 14,47 m | Toronto | 14 marzo 1993    |
| Capolista stagionale  | Anna Biryukova  | 14,75 m | Mosca   | 14 febbraio 1995 |

Sabato 11 marzo 1995, ore 16:15.
| Pos     | Atleta                  | Nazionalità | 1ª prova | 2ª prova | 3ª prova | 4ª prova | 5ª prova | 6ª prova | Risultato |
| ------- | ----------------------- | ----------- | -------- | -------- | -------- | -------- | -------- | -------- | --------- |
| Oro     | Yolanda Chen            | Russia      | 14,45 m  | x        | 15,03 m  | 14,47 m  | –        | 14,58 m  | 15,03 m   |
| Argento | Iva Prandzheva          | Bulgaria    | 12,32 m  | x        | 13,97 m  | 14,25 m  | 14,39 m  | 14,71 m  | 14,71 m   |
| Bronzo  | Ruiping Ren             | Cina        | 14,17 m  | 12,04 m  | 14,37 m  | 14,12 m  | x        | 14,32 m  | 14,37 m   |
| 4       | Šárka Kašpárková        | Rep. Ceca   | x        | 14,02 m  | 13,97 m  | 14,14 m  | 14,25 m  | 14,07 m  | 14,25 m   |
| 5       | Mariya Sokova           | Russia      | 14,02 m  | 14,11 m  | 13,84 m  | 14,06 m  | 13,99 m  | 14,22 m  | 14,22 m   |
| 6       | Niurka Montalvo         | Cuba        | 13,90 m  | 13,69 m  | x        | x        | x        | 14,04 m  | 14,04 m   |
| 7       | Yelena Govorova         | Ucraina     | 13,77 m  | 13,79 m  | 13,61 m  | 14,04 m  | 13,65 m  | 13,80 m  | 14,04 m   |
| 8       | Sheila Hudson-Strudwick | Stati Uniti | 13,23 m  | 13,71 m  | 13,20 m  | 13,73 m  | 13,88 m  | 13,54 m  | 13,88 m   |
| 9       | Rodica Petrescu         | Romania     | 13,60 m  | –        | –        |          |          |          | 13,60 m   |
| 10      | Concepción Paredes      | Spagna      | 13,46 m  | x        | x        |          |          |          | 13,46 m   |
| 11      | Virge Naeris            | Estonia     | 12,99 m  | 13,40 m  | 13,16 m  |          |          |          | 13,40 m   |
| 12      | Cynthea Rhodes          | Stati Uniti | 12,77 m  | 12,69 m  | 12,92 m  |          |          |          | 12,92 m   |
| 13      | Barbara Lah             | Italia      | x        | x        | 12,88 m  |          |          |          | 12,88 m   |

### Classifica
Sabato 11 marzo 1995
| Pos.    | Atleta                  | Età | Nazione     | Misura  | Note             |
| ------- | ----------------------- | --- | ----------- | ------- | ---------------- |
| Oro     | Yolanda Chen            | 33  | Russia      | 15,03 m | ,                |
| Argento | Iva Prandzheva          | 22  | Bulgaria    | 14,71 m | Record nazionale |
| Bronzo  | Ruiping Ren             | 19  | Cina        | 14,37 m | Record asiatico  |
| 4       | Šárka Kašpárková        | 23  | Rep. Ceca   | 14,25 m |                  |
| 5       | Mariya Sokova           | 24  | Russia      | 14,22 m |                  |
| 6       | Niurka Montalvo         | 26  | Cuba        | 14,04 m | Record nazionale |
| 7       | Yelena Govorova         | 21  | Ucraina     | 14,04 m |                  |
| 8       | Sheila Hudson-Strudwick | 27  | Stati Uniti | 13,88 m |                  |
| 9       | Rodica Petrescu         | 21  | Romania     | 13,60 m |                  |
| 10      | Concepción Paredes      | 24  | Spagna      | 13,46 m |                  |
| 11      | Virge Naeris            | 25  | Estonia     | 13,40 m |                  |
| 12      | Cynthea Rhodes          | 26  | Stati Uniti | 12,92 m |                  |
| 13      | Barbara Lah             | 22  | Italia      | 12,88 m |                  |